# Discula bulweri
Discula bulweri é uma espécie de gastrópode da família Hygromiidae.
É endémica de Região Autónoma da Madeira, Portugal, onde já foi catalogada concha de 13 mm de diâmetro e em Porto Santo, Portugal, com 22 mm de diâmetro . 